# Édouard de Perrodil
Édouard de Perrodil, né le 19 novembre 1860 à Albi et mort le 12 mars 1931 à Ambrus, est un écrivain et journaliste français.

## Biographie
En juin 1893, Édouard de Perrodil effectue le trajet Paris-Madrid avec Henri Farman sur des bicyclettes Gladiator. Henri Farman réalise les dessins de son livre qui relate leurs exploits.
En 1894, Édouard de Perrodil établit un nouveau record en reliant Perpignan à Marseille en vingt-trois heures et vingt-trois minutes.
Le 18 août 1895, il se classe 3e dans une course qui l'oppose à Van Mark et Mercier au vélodrome rouennais.

## Publications
- Un an de journalisme à Lourdes, 1880
- Monsieur Clown !, 1888
- Les échos, Paris, 1891
- Vélo ! Toro ! Paris-Madrid à bicyclette en 1893, 1893. Avec illustrations de Henri Farman
- Les Rumeurs de Paris. 1893
- À vol de vélo, raid Paris – Vienne, Paris, 1895
- À travers les cactus: Traversée de L'Algérie à bicyclette, 1896
- Les briseurs de chaines, trajet Paris Milan et passage des Alpes, Paris, 1898
- Le Vélo (8 300 kilomètres à bicyclette), Paris, 1898.
- Le roman de Jacquelin, Paris, 1904.
- Guignard, recordman de l'heure champion d'Europe, Paris, 1905
- Les Champions de l'automobile Léon Théry, 1909
- Le Roman de Georges Carpentier, Paris, 1913